# There Were Hoboes Three
There Were Hoboes Three è un cortometraggio muto del 1913 diretto da Dell Henderson da un soggetto di William Beaudine che appare nel cast anche come attore e come aiuto regista.

## Produzione
Il film fu prodotto dalla Biograph Company.

## Distribuzione
Distribuito dalla General Film Company, il film - un cortometraggio di 161 metri - uscì nelle sale cinematografiche statunitensi il 20 febbraio 1913. Nelle proiezioni, veniva programmato con il sistema dello split reel, accorpato in un'unica bobina con un altro cortometraggio prodotto dalla Biograph, la commedia An Up-to-Date Lochinvar.
Non si conoscono copie ancora esistenti della pellicola che viene considerata presumibilmente perduta.